# Force de Basset
La force de Basset est la force apparente exercée sur un objet dont la trajectoire est accélérée dans un écoulement. Le terme apparent est lié au fait que l'on remplace le résultat de l'écoulement instationnaire autour de l'objet par une propriété relative à un écoulement stationnaire. Pour cette raison on parle d'effet d'histoire : l'écoulement autour de l'objet dépend de l'histoire de la particule.
Pour un écoulement de Stokes cet effet a été modélisé par Joseph Boussinesq (1885) et Alfred Barnard Basset (1888). Il est pour cela parfois dénommé force de Basset-Boussinesq.

## Expression de la force de Basset
Dans un écoulement incompressible visqueux (termes inertiels négligés) au repos, la force {\displaystyle \mathbf {F} } exercée sur une particule sphérique de rayon r, de vitesse {\displaystyle \mathbf {U} } ayant une trajectoire rectiligne accélérée (pesanteur négligée) est donnée par :
{\displaystyle \mathbf {F} =-\underbrace {6\pi \mu r\mathbf {U} } _{\text{traînée (Stokes)}}-\underbrace {{\frac {1}{2}}\rho {\mathcal {V}}{\frac {\mathrm {d} \mathbf {U} }{\mathrm {d} t}}} _{\text{masse ajoutée}}-\underbrace {6r^{2}{\sqrt {\pi \rho \mu }}\int _{-\infty }^{t}{\frac {1}{\sqrt {t-\tau }}}\,{\frac {{\text{d}}\mathbf {U} }{{\text{d}}\tau }}\,{\text{d}}\tau } _{\text{force de Basset}}}
où
- {\displaystyle \mu } est la viscosité dynamique du fluide,
- {\displaystyle \rho } sa masse volumique,
- {\displaystyle {\mathcal {V}}={\frac {4}{3}}\pi r^{3}} le volume de la sphère.